# Débora Mundani
Débora Mundani (Buenos Aires, 1972) é uma escritora argentina. 
Formou-se em Comunicação pela Universidade de Buenos Aires, em 1998. Na mesma instituição, criou um grupo de pesquisa sobre Política e Indústria Cultural. Publicou contos em antologias antes de escrever o romance Batán, ganhador do Prêmio do Fondo Nacional de las Artes e do Premio Clarín. 

## Obras
- 2015 - Batán
- 2016 - El Río - menção no Prêmio Casa de las Américas